# Piața Teatrului din Târgu Mureș
Piața Teatrului (în maghiară Színház tér) este una din cele mai importante piețe ale Târgu Mureșului. A fost construită între 1971-1973 prin demolarea bisericii și mănăstirii franciscane, mai multor clădiri istorice și parcului „Lázár Ödön”. Prin reconstrucția centrului au fost construite Teatrul Național, centre comerciale, parcare subterană, blocuri de 10 etaje în strada Bartók Béla și Hotelul Continental. 

## Istoric
După demolarea mănăstirii și bisericii franciscanilor, Arhidieceza de Alba Iulia a primit aviz de construcție pentru o biserică în Cartierul Ady Endre. Edificiul religios, în care sunt expuse vitraliile bisericii vechi, a fost sfințit de către episcopul Áron Márton la 28 mai 1972, după ce clădirea cinematografului din zonă a fost transformată într-o biserică după proiectul lui Tibor Gyenes. Parohia numărul doi din Târgu Mureș a rămas până în anul 2006 în folosința franciscanilor. Din biserica din Piața Teatrului s-au păstrat turnul și cripta. 

## Descriere
Între anii 1971-1973, după demolarea bisericii și a mănăstirii franciscanilor, spațiul obținut a fost folosit pentru ridicarea unui ansamblu de clădiri, iar pe spațiul din fața clădirii Teatrului Național au fost amplasate sculpturi ale artiștilor Mac Constantinescu (Tragedia și Comedia), Béla Kulcsár (Geneza), László Zagyva (Muze: Muzica, Dans, Poezia, Sărbătoarea) și Gavril Ședran (Scoica). 

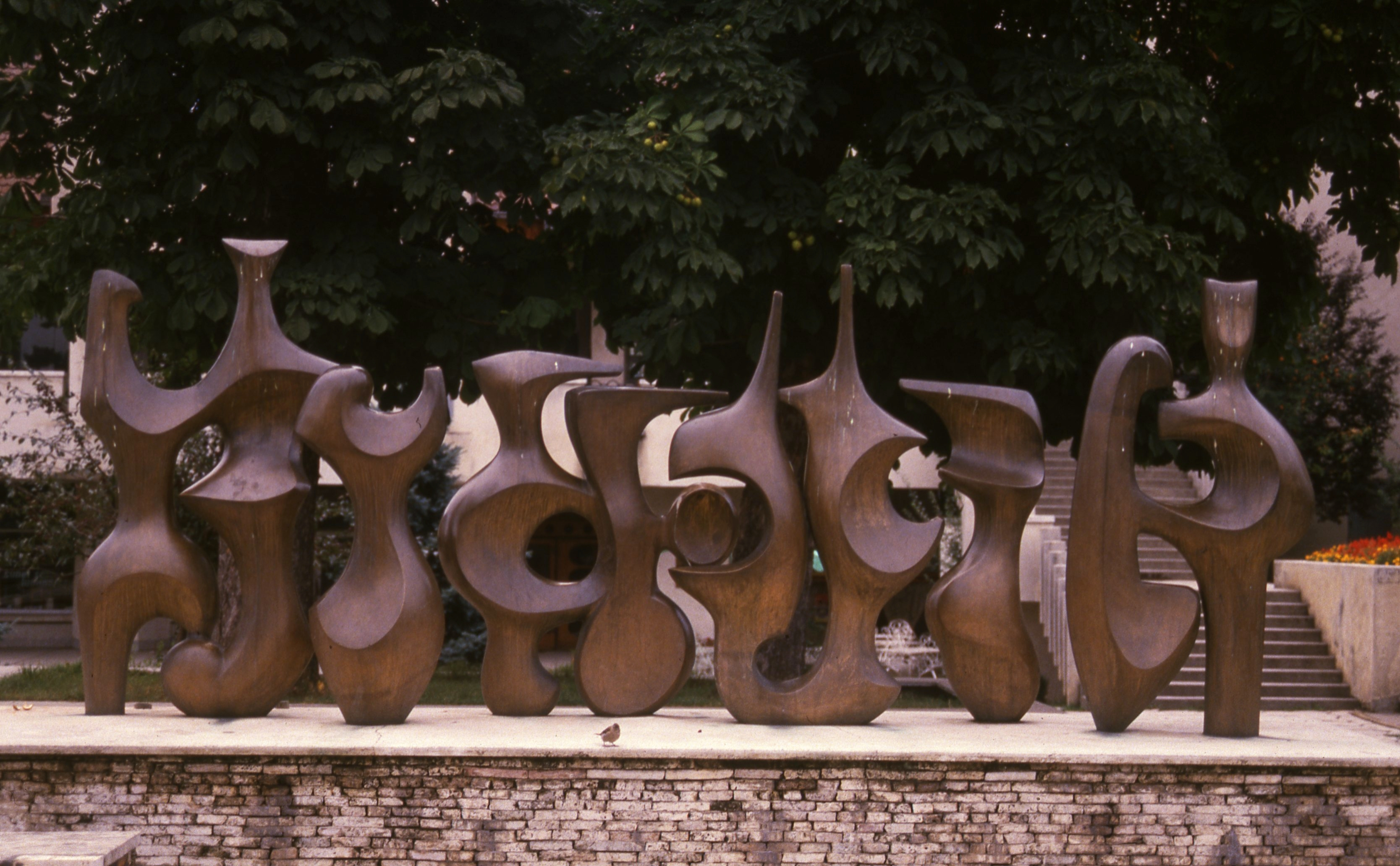
Geneza
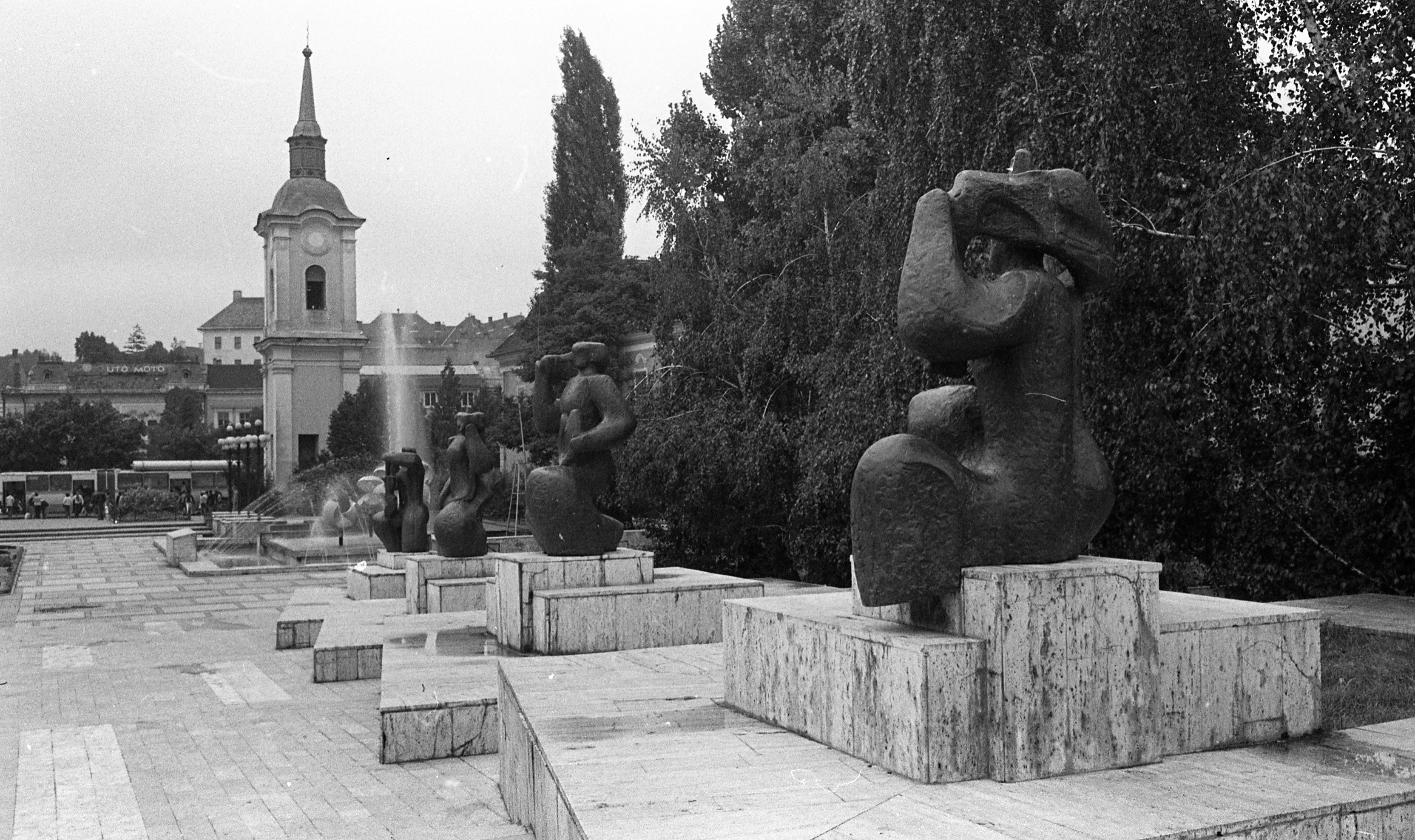
Muze: Muzica, Dans, Poezia, Sărbătoarea